# マキノ正美
マキノ 正美（-まさみ、1911年11月19日 - 2005年11月7日）は、日本の俳優、実業家である。本名林 正美（はやし まさみ）で、マキノ家の人間ではないが「マキノ」姓を拝命したものばかりの「マキノ青年派」のメンバーであった。マキノ 政美（読み同）とも名乗った。戦後、実業家に転身、JAF会長等を歴任した。

## 来歴・人物

### マキノ青年派五人組
1911年（明治44年）11月、三重県一志郡（現在の津市）に生まれる。
1925年（大正14年）8月、13歳のとき、同年6月に設立されたばかりの牧野省三のマキノ・プロダクションに入社する。本名の「林正美」名義で出演を始め、1927年（昭和2年）4月に牧野から、「マキノ正美」と命名される。その一方で同年6月公開の金森万象監督、嵐長三郎（のちの嵐寛寿郎）主演のサイレント映画『青春』では、「林正美」名義で出演、マキノ登六らと共演している。
同年中は作品によってどちらかの名義をクレジットされていたが、1928年（昭和3年）、マキノ家ではないが「マキノ」姓を拝命した5人の若手俳優を「マキノ青年派」と名づけ、売り出した。その結成第1作『神州天馬侠 第一篇』は同年2月3日に公開され、同年中に全4作が製作された。また、同年名古屋に開所、マキノ正博が所長に就任した「中部撮影所」で撮影した現代劇『田中宰相の少年時代』にマキノ潔（マキノ青年派）、松尾文人ら少年俳優と共演した。
1931年（昭和6年）、吉野二郎監督の『里見八剣伝』に出演、「犬村大角」役のマキノ潔とともに、「犬田文吾」役のを演じている。マキノ・プロダクション崩壊後、1932年（昭和7年）に、マキノ商会製作、マキノ正博総指揮によるサウンド版『武人の妻』に主演した。以降は、映画の俳優業から離れている。

### 実業家として
第二次世界大戦後、実業家に転身した。1958年（昭和33年）、東洋シネマを設立、社長に就任する。
1990年（平成2年）6月15日、日本自動車連盟（JAF）の第5代会長に就任する（1990年 - 1993年）。1992年（平成4年）3月24日、AITアジア太平洋地域の会長に就任した。
2005年（平成17年）11月7日、東京都内の病院で肺炎のため死去した。93歳没。俳優業を廃業したのちも、日本映画の父・牧野省三にいただいた名「マキノ正美」を守りつづけた。

## おもなフィルモグラフィ
- 青春　1927年　総指揮マキノ省三、監督金森万象、助監督菅家紅葉、原作・脚本西条照太郎、主演嵐長三郎、共演マキノ登六　※「林正美」名義
- 神州天馬侠 第一篇　1928年　監督曾根純三、原作吉川英治、脚本椎名良太
- 神州天馬侠 第二篇　1928年　監督曾根純三、原作吉川英治、脚本椎名良太
- 神州天馬侠 第三篇　1928年　監督吉野二郎、原作吉川英治、脚本・撮影三木稔
- 神州天馬侠 第四篇　1928年　監督吉野二郎、原作吉川英治、脚本・撮影三木稔
- 田中宰相の少年時代　1928年　監督鈴木重吉、主演山田隆弥、共演マキノ潔、松尾文人
- 里見八剣伝　1931年　監督吉野二郎、原作宝井馬琴、主演沢村国太郎
- 武人の妻　1932年　総指揮マキノ正博、監督三上良二・柏木一雄、脚本赤沢大助　※主演

## 関連事項
- マキノ・プロダクション（牧野省三）
- マキノ青年派 - マキノ潔、マキノ久夫、マキノ登六、マキノ正美、マキノ梅太郎
- 日本自動車連盟（JAF）

## 註
1. ↑  『現代物故者事典2003～2005』（日外アソシエーツ、2006年）p.548
2. 1 2  『日本映画俳優全集・男優編』（キネマ旬報社、1979年）の「マキノ登六」の項（p.529）を参照。同項執筆は盛内政志。
3. 1 2  立命館大学衣笠キャンパスの「マキノ・プロジェクト」サイト内の「管家紅葉 氏談話」の記述を参照。
4. ↑  JAF公式サイト内の「JAFのあゆみ」の記述を参照。
5. ↑  「共同通信アーカイブ」サイト内の「マキノ正美氏死去 元日本自動車連盟会長」（2005年11月14日 14:30 配信記事）の記述を参照。